# Списак епизода серије Првобитни
Првобитни (енгл. The Originals) америчка је натприродно-драмска телевизијска серија чија је ауторка Џули Плек за The CW. Спиноф серије Вампирски дневници, серија користи одређене ликове и елементе приче из серије истоимених књига. Препремијера серије била је 3. октобра 2013, након чега је емитована од 8. октобра 2013. године. Целокупна серија објављена је 8. марта 2022. на HBO Max-у у Србији.
Радња серије усмерена је ка породици Мајклсон: Клаусу (Џозеф Морган), Елајџи (Данијел Гилис) и Ребеки (Клер Холт). У пилот епизоди је откривено да вукодлак Хејли (Фиби Тонкин) носи Клаусово дете и да ће се, с тим у вези, придружити глумачкој екипи. Серија почиње тако што се првобитна породица враћа у Њу Орлеанс по први пут од 1919. године. Након што су подигли град, били су приморани да побегну од свог осветољубивог оца. У њиховом одсуству, Клаусов штићеник Марсел (Чарлс Мајкл Дејвис), преузео је власт над градом. Клаус је одлучан у намери да поврати град који је некада припадао његовој породици. За то време они морају и да заштите град од рата који се спрема између вампира, вукодлака и вештица. Током времена се формирају нова пријатељства, нове љубави, смрт их окружује, а најбитније од свега је то што сазнају нове ствари о прошлости своје породице. У другој сезони се описује долазак на свет Клаусовог митског детета, и говори се о свим претњама од којих породица мора да је држи подаље. Трећа сезона показује Мајклсонове како се суочавају са пророчанством које наговештава њихов суноврат.
У мају 2017. The CW је обновио серију за пету и финалну сезону, која је емитована од 18. априла 2018. до 1. августа 2018. године. Током серије, емитоване су 92 епизоде у пет сезона.

## Преглед серије
| Сезона | Сезона | Епизоде | Оригинално емитовање | Оригинално емитовање | Оригинални емитер | Српско емитовање | Српско емитовање | Српски емитер |
| Сезона | Сезона | Епизоде | Премијера            | Финале               | Оригинални емитер | Премијера        | Финале           | Српски емитер |
| ------ | ------ | ------- | -------------------- | -------------------- | ----------------- | ---------------- | ---------------- | ------------- |
|        | Пилот  | Пилот   | 25. април 2013.      | 25. април 2013.      |                   | 23. мај 2014.    | 23. мај 2014.    | Прва плус     |
|        | 1.     | 22      | 3. октобар 2013.     | 13. мај 2014.        | 8. март 2022.     | 8. март 2022.    |                  |               |
|        | 2.     | 22      | 6. октобар 2014.     | 11. мај 2015.        | 8. март 2022.     | 8. март 2022.    |                  |               |
|        | 3.     | 22      | 8. октобар 2015.     | 20. мај 2016.        | 8. март 2022.     | 8. март 2022.    |                  |               |
|        | 4.     | 13      | 17. март 2017.       | 23. јун 2017.        | 8. март 2022.     | 8. март 2022.    |                  |               |
|        | 5.     | 13      | 18. април 2018.      | 1. август 2018.      | 8. март 2022.     | 8. март 2022.    |                  |               |

## Гледаност
| Сезона | Сезона | Број епизоде | Број епизоде | Број епизоде | Број епизоде | Број епизоде | Број епизоде | Број епизоде | Број епизоде | Број епизоде | Број епизоде | Број епизоде | Број епизоде | Број епизоде | Број епизоде | Број епизоде | Број епизоде | Број епизоде | Број епизоде | Број епизоде | Број епизоде | Број епизоде | Број епизоде | Просек |
| Сезона | Сезона | 1            | 2            | 3            | 4            | 5            | 6            | 7            | 8            | 9            | 10           | 11           | 12           | 13           | 14           | 15           | 16           | 17           | 18           | 19           | 20           | 21           | 22           | Просек |
| ------ | ------ | ------------ | ------------ | ------------ | ------------ | ------------ | ------------ | ------------ | ------------ | ------------ | ------------ | ------------ | ------------ | ------------ | ------------ | ------------ | ------------ | ------------ | ------------ | ------------ | ------------ | ------------ | ------------ | ------ |
|        | 1      | 2,21         | 1,92         | 2,22         | 2,23         | 2,05         | 2,03         | 2,40         | 2,38         | 2,33         | 2,07         | 2,51         | 2,32         | 2,10         | 1,83         | 1,80         | 1,73         | 1,53         | 1,52         | 1,50         | 1,77         | 1,44         | 1,76         | 1,98   |
|        | 2      | 1,37         | 1,29         | 1,27         | 1,31         | 1,09         | 1,46         | 1,44         | 1,26         | 1,41         | 1,52         | 1,74         | 1,47         | 1,22         | 1,44         | 1,40         | 1,25         | 1,12         | 1,01         | 1,30         | 1,20         | 1,14         | 1,19         | 1,31   |
|        | 3      | 0,89         | 1,12         | 0,95         | 1,07         | 0,97         | 0,98         | 0,80         | 1,17         | 0,97         | 0,95         | 0,92         | 0,80         | 0,87         | 1,07         | 0,88         | 0,93         | 0,89         | 0,86         | 0,93         | 0,83         | 0,79         | 0,85         | 0,93   |
|        | 4      | 1,05         | 0,99         | 0,93         | 1,08         | 0,87         | 0,96         | 0,93         | 0,85         | 0,84         | 1,03         | 0,89         | 1,01         | 0,80         | Н/Д          | Н/Д          | Н/Д          | Н/Д          | Н/Д          | Н/Д          | Н/Д          | Н/Д          | Н/Д          | 0,94   |
|        | 5      | 0,97         | 1,03         | 0,90         | 0,76         | 0,80         | 0,82         | 0,77         | 0,86         | 0,77         | 0,77         | 0,68         | 0,85         | 0,86         | Н/Д          | Н/Д          | Н/Д          | Н/Д          | Н/Д          | Н/Д          | Н/Д          | Н/Д          | Н/Д          | 0,83   |